# Polyalthia amicorum
Polyalthia amicorum är en kirimojaväxtart som beskrevs av Albert Charles Smith. Polyalthia amicorum ingår i släktet Polyalthia och familjen kirimojaväxter. Inga underarter finns listade i Catalogue of Life.